# Hank Corwin
Hank Corwin ist ein preisgekrönter US-amerikanischer Filmeditor, der in seiner 20-jährigen Laufbahn bei bedeutenden Kinoproduktionen für den Filmschnitt verantwortlich war, wie Natural Born Killers, Der Pferdeflüsterer, Die Legende von Bagger Vance, The Tree of Life oder The Big Short.

## Leben und Karriere
Corwin begann seine Laufbahn als Editor Mitte der 1990er Jahre mit Arbeiten für den Regisseur Oliver Stone. Er führte den Schnitt aus für dessen Filme Natural Born Killers, Nixon und U-Turn – Kein Weg zurück. 1998 verpflichtete ihn Robert Redford für seine Literaturverfilmung von Nicholas Evans Romanbesteller Der Pferdeflüsterer. Ein Jahr später betreute er Scott Hicks Filmdrama Schnee, der auf Zedern fällt mit Ethan Hawke und Max von Sydow in den Hauptrollen. Im Jahr 2000 arbeitete er erneut für Redford bei dessen Golferbiografie Die Legende von Bagger Vance mit Will Smith. 2005 engagierte ihn der Regisseur Terrence Malick für sein Bilderepos The New World. 2011 war er erneut für Malicks Produktion The Tree of Life tätig. Für Regisseur Adam McKay erhielt er 2016 dann seine erste Oscar-Nominierung in der Kategorie Bester Schnitt bei der Verleihung 2016 für The Big Short.
Gelegentlich ist Hank Corwin auch als Editor für Kurzfilme und das Fernsehen aktiv, so unter anderem für die Kurzfilme Undone und Making a Scene sowie für die TV-Serie Luck.

## Auszeichnungen
- 2016: Oscar-Nominierung in der Kategorie Bester Schnitt bei der Verleihung 2016 für The Big Short
- 2019: Oscar-Nominierung in der Kategorie Bester Schnitt bei der Verleihung 2019 für Vice – Der zweite Mann
- 2022: Oscar-Nominierung in der Kategorie Bester Schnitt bei der Verleihung 2022 für Don’t Look Up

## Filmografie (Auswahl)

### Kino
- 1994: Natural Born Killers
- 1995: Nixon
- 1997: U-Turn – Kein Weg zurück (U-Turn)
- 1998: Der Pferdeflüsterer (The Horse Whisperer)
- 1999: Schnee, der auf Zedern fällt (Snow Falling on Cedars)
- 2000: Die Legende von Bagger Vance (The Legend of Bagger Vance)
- 2005: The New World
- 2008: Inside Hollywood
- 2011: The Tree of Life
- 2013: Jimi: All Is By My Side
- 2015: The Big Short
- 2018: Vice – Der zweite Mann (Vice)
- 2021: Don’t Look Up
- 2023: The Creator

### Fernsehen
- 2011: Luck (Fernsehserie, 1 Episode)

### Kurzfilme
- 2009: Undone
- 2013: Making a Scene